# Nino Ferrero
Nino Ferrero all'anagrafe Leone Ferrero (1926 – Torino, 29 luglio 2006) è stato un giornalista italiano, durante gli anni di piombo venne ferito da un attentato messo in atto dall'organizzazione terroristica Azione Rivoluzionaria..